# Rödkronad skogssångare
Rödkronad skogssångare (Myiothlypis coronata) är en fågel i familjen skogssångare inom ordningen tättingar.

## Utseende och läte
Rödkronad skogssångare är en knubbig skogssångare. Den är olivgrön ovan med grått huvud, tydliga svarta band på huvudet och ett rostrött band centralt på hjässan. Undersidan varierar från bjärt gul till ljust gråaktig. Könen är lika. Sången består av en serie stigande melodiska toner som ofta avges i duett.

## Utbredning och systematik
Rödkronad skogssångare förekommer i Anderna och delas upp i åtta underarter med följande utbredning:
- M. c. regulus – Anderna i Colombia och västra Venezuela
- M. c. elata – Anderna i sydvästra Colombia (Nariño) och västra Ecuador
- M. c. orientalis – Andernas östsluttning i Ecuador
- M. c. castaneiceps – Anderna från sydvästra Ecuador till nordvästra Peru (Tumbes och Piura)
- M. c. chapmani – Andernas östsluttning i nordligaste Peru (Cajamarca)
- M. c. inaequalis – centrala Anderna i norra Peru (Amazonas och San Martín)
- M. c. coronata – östra Anderna från sydöstra Peru (Junín) till västra Bolivia
- M. c. notia – Andernas östsluttning i Bolivia (La Paz och Cochabamba)

## Levnadssätt
Rödkronad skogssångare hittas i subtropiska skogar i bergstrakter på mellan 1500 och 3000 meters höjd. Den ses vanligen i par, födosökande i undervegetationen. Fågeln slår ofta följe med kringvandrande artblandade flockar.

## Status och hot
Arten har ett stort utbredningsområde, men tros minska i antal, dock inte tillräckligt kraftigt för att den ska betraktas som hotad. Internationella naturvårdsunionen IUCN listar arten som livskraftig (LC).